# Bosquet Kirillivsky
Le parc Bosquet Kirillivsky (en ukrainien : Кири́лівський Гай) est un espace naturel situé dans le quartier de Raïon de Chevtchenko, à Kiev, en Ukraine.
Il comprend aussi deux cimetières.

## En images

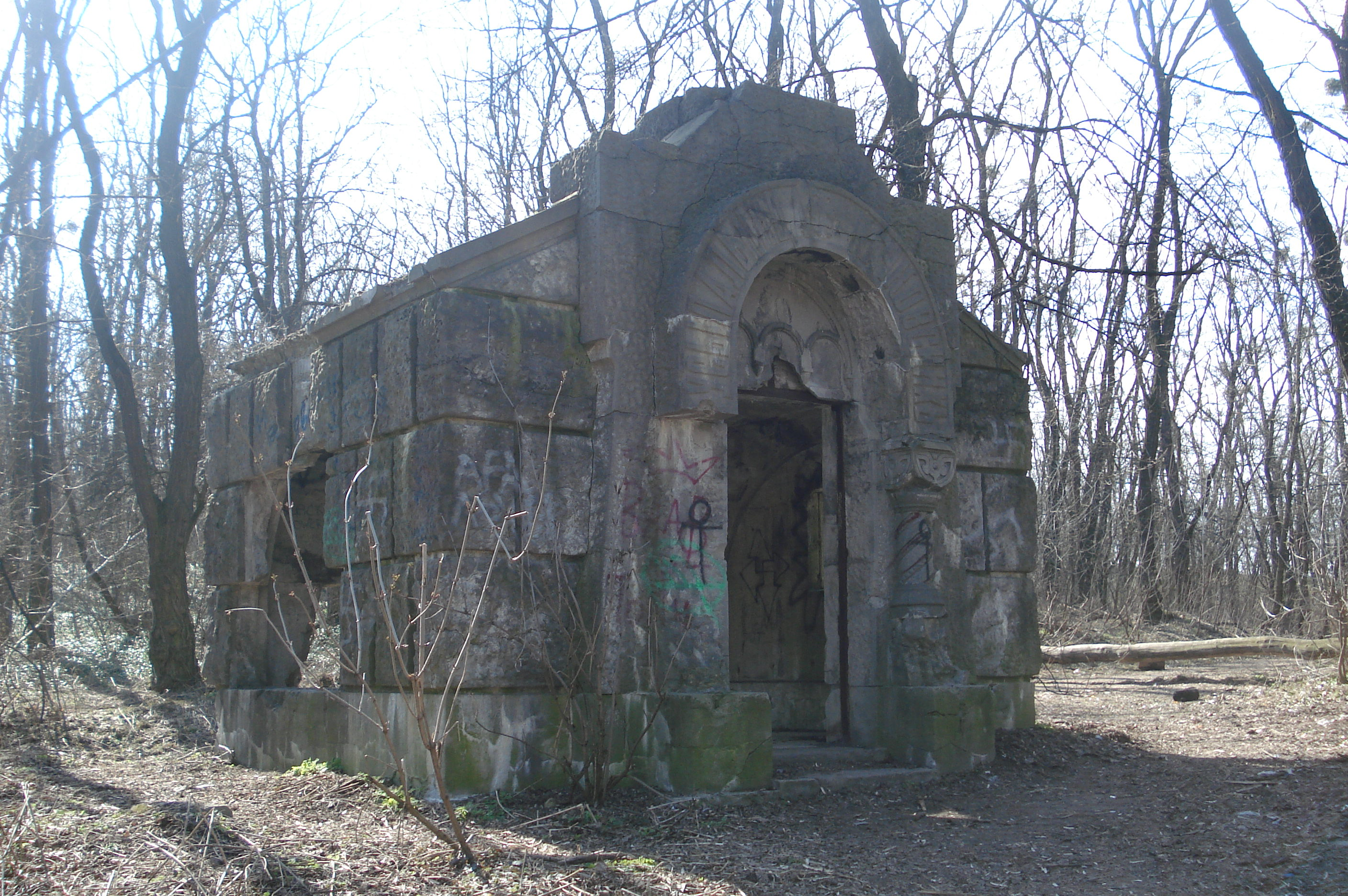
Cimetière
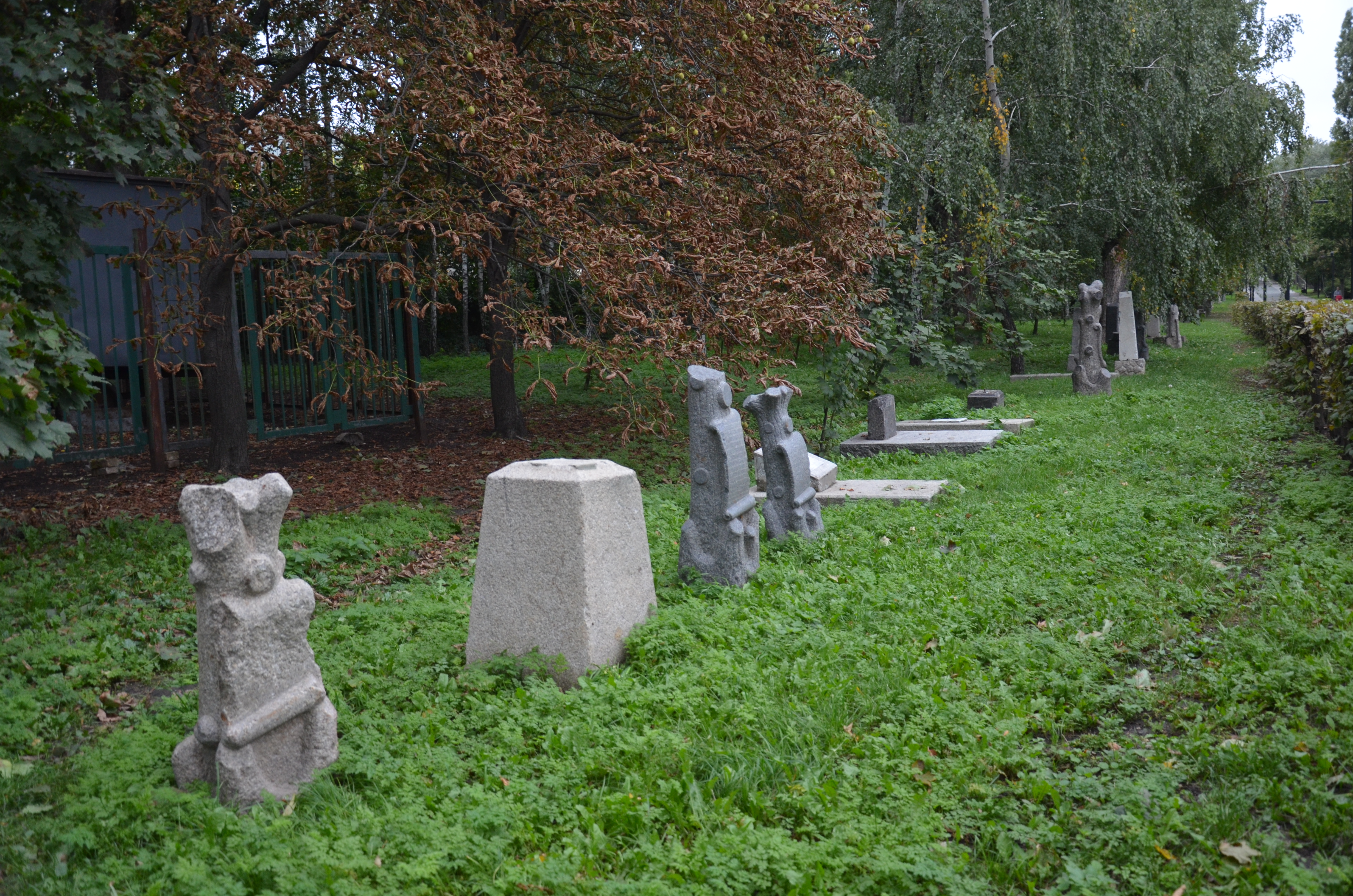
et cimetière juif[1],
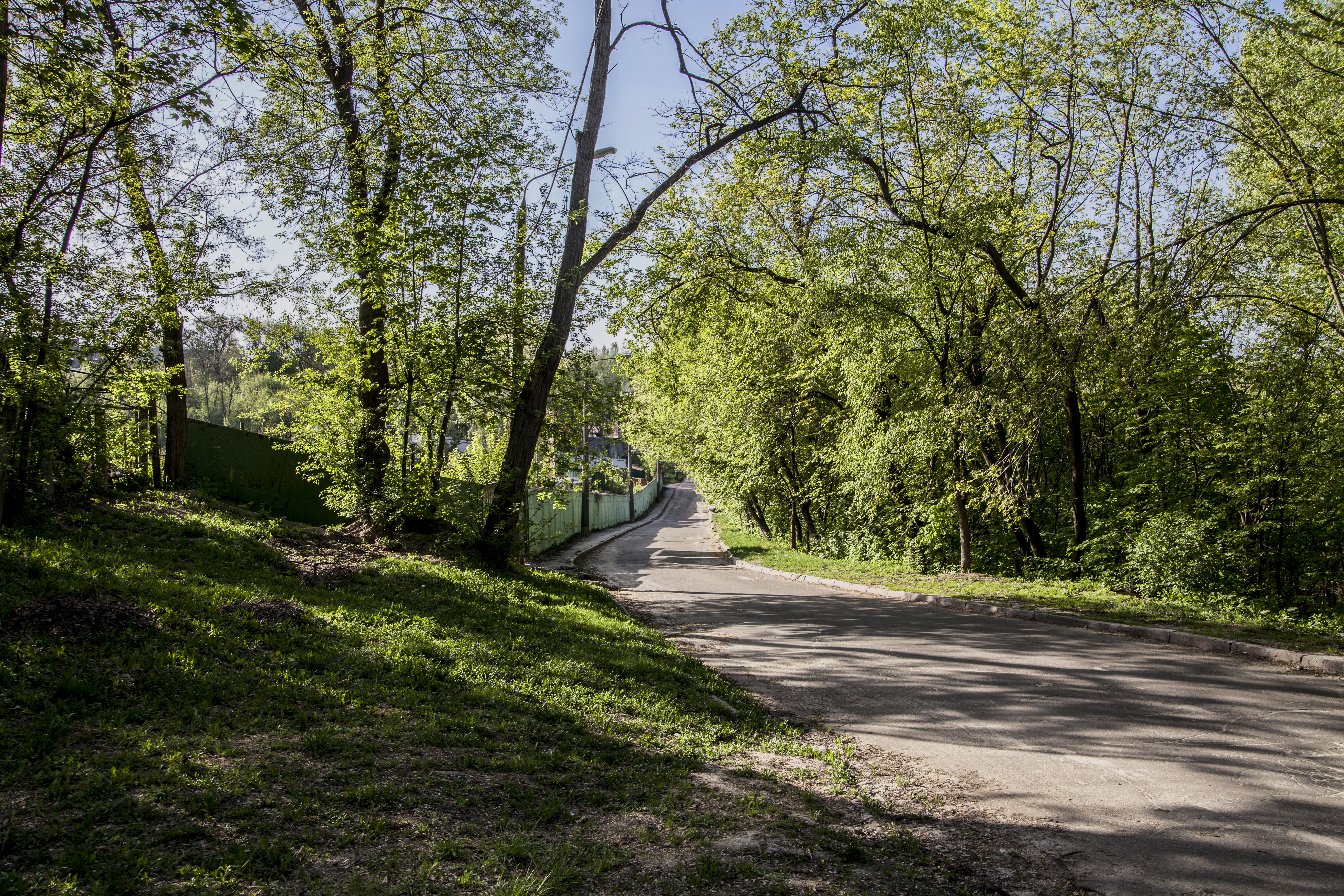
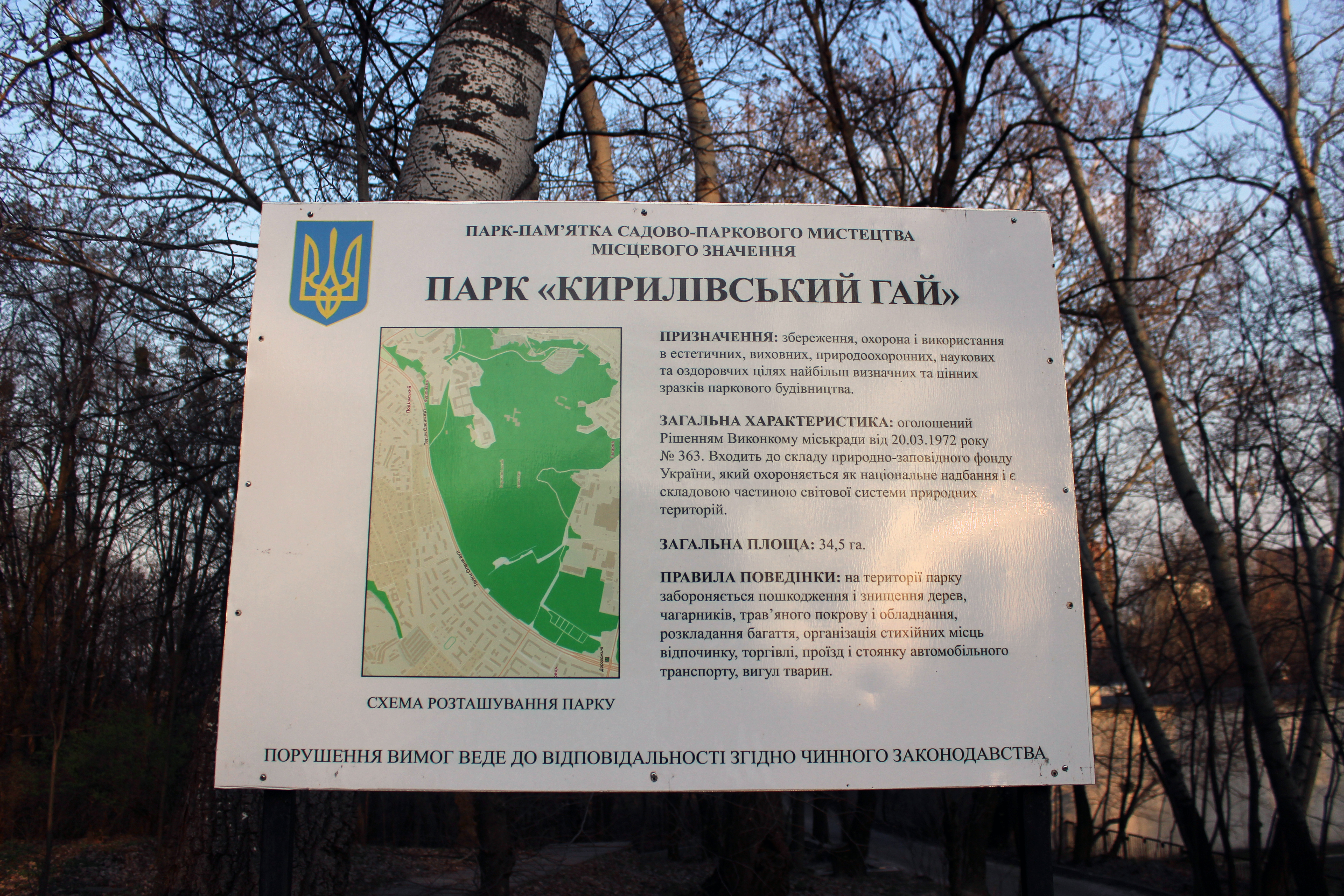
plan.